# Рајтсвил (Арканзас)
Рајтсвил (енгл. Wrightsville) град је у америчкој савезној држави Арканзас.

## Демографија
По попису из 2010. године број становника је 2.114, што је 746 (54,5%) становника више него 2000. године.
| Група             | 2000.         | 2010.         |
| Белци             | 330 (24,1%)   | 682 (32,3%)   |
| Афроамериканци    | 1.020 (74,6%) | 1.325 (62,7%) |
| Азијати           | 4 (0,3%)      | 7 (0,3%)      |
| Хиспаноамериканци | 4 (0,3%)      | 71 (3,4%)     |
| Укупно            | 1.368         | 2.114         |